# Xaru
Xaru ou Peixe-sapo (Pseudopimelodus charus) é um peixe teleósteo, siluriforme, da família dos pimelodídeos, do rio São Francisco e RJ.